# Campionato sudamericano femminile under 18 di pallavolo 2018
Il campionato sudamericano femminile under 18 di pallavolo 2018 si è svolto dall'8 al 12 luglio 2018 a Valledupar, in Colombia: al torneo hanno partecipato otto squadre nazionali under 18 sudamericane e la vittoria finale è andata per la seconda volta all'Argentina.

## Impianti
|                                                                                          |  |  |
|                                                                                          |  |  |
| Coliseo Cubierto Julio Monsalvo Città: Valledupar Capienza: 20 000 Anno d'apertura: 2015 |  |  |

## Regolamento

### Formula
Le squadre hanno disputato una prima fase a gironi con formula del girone all'italiana; al termine della prima fase:
- Le prime due classificate di ogni girone hanno acceduto alla fase finale per il primo posto strutturata in semifinali, finale per il terzo posto e finale.
- Le ultime due classificate di ogni girone hanno acceduto alla finale per il quinto posto strutturata in semifinali, finale per il settimo posto e finale per il quinto posto.

### Criteri di classifica
Se il risultato finale è stato di 3-0 o 3-1 sono stati assegnati 3 punti alla squadra vincente e 0 a quella sconfitta, se il risultato finale è stato di 3-2 sono stati assegnati 2 punti alla squadra vincente e 1 a quella sconfitta.
L'ordine del posizionamento in classifica è stato definito in base a:
- Numero di partite vinte;
- Punti;
- Ratio dei set vinti/persi;
- Ratio dei punti realizzati/subiti;
- Risultati degli scontri diretti.

## Squadre partecipanti
| Squadra   | Qualificazione      | Ultima partecipazione |
| --------- | ------------------- | --------------------- |
| Argentina | -                   | Perù 2016             |
| Bolivia   | -                   | Perù 2016             |
| Brasile   | -                   | Perù 2016             |
| Cile      | -                   | Perù 2016             |
| Colombia  | Paese organizzatore | Perù 2016             |
| Ecuador   | -                   | Ecuador 2004          |
| Perù      | -                   | Perù 2016             |
| Uruguay   | -                   | Perù 2016             |

## Torneo

### Fase a gironi
| Girone A | Girone B  |
| -------- | --------- |
| Brasile  | Argentina |
| Cile     | Bolivia   |
| Colombia | Perù      |
| Ecuador  | Uruguay   |

#### Girone A

##### Risultati
| 8 luglio 2018 Coliseo Cubierto Julio Monsalvo, Valledupar Durata: ? - Spettatori: ?  | Brasile  | 3 - 0 | Ecuador  | 25-17, 25-13, 25-11              |
| 8 luglio 2018 Coliseo Cubierto Julio Monsalvo, Valledupar Durata: ? - Spettatori: ?  | Colombia | 3 - 0 | Cile     | 25-10, 25-21, 25-16              |
| 9 luglio 2018 Coliseo Cubierto Julio Monsalvo, Valledupar Durata: ? - Spettatori: ?  | Brasile  | 3 - 0 | Cile     | 25-11, 25-20, 25-21              |
| 9 luglio 2018 Coliseo Cubierto Julio Monsalvo, Valledupar Durata: ? - Spettatori: ?  | Colombia | 3 - 0 | Ecuador  | 25-20, 25-12, 25-12              |
| 10 luglio 2018 Coliseo Cubierto Julio Monsalvo, Valledupar Durata: ? - Spettatori: ? | Cile     | 3 - 0 | Ecuador  | 25-18, 25-16, 25-17              |
| 10 luglio 2018 Coliseo Cubierto Julio Monsalvo, Valledupar Durata: ? - Spettatori: ? | Brasile  | 3 - 2 | Colombia | 23-25, 22-25, 25-10, 25-16, 15-7 |

##### Classifica
| Pos | Squadra  | Pt | G | V | P | SV | SP | Ratio | PF  | PS  | Ratio |
| --- | -------- | -- | - | - | - | -- | -- | ----- | --- | --- | ----- |
| 1   | Brasile  | 8  | 3 | 3 | 0 | 9  | 2  | 4.500 | 260 | 176 | 1.447 |
| 2   | Colombia | 7  | 3 | 2 | 1 | 8  | 3  | 2.666 | 233 | 201 | 1.159 |
| 3   | Cile     | 3  | 3 | 1 | 2 | 3  | 6  | 0.500 | 174 | 201 | 0.865 |
| 4   | Ecuador  | 0  | 3 | 0 | 3 | 0  | 9  | 0.000 | 136 | 225 | 0.604 |

#### Girone B

##### Risultati
| 8 luglio 2018 Coliseo Cubierto Julio Monsalvo, Valledupar Durata: ? - Spettatori: ?  | Argentina | 3 - 0 | Bolivia   | 25-12, 25-11, 25-13               |
| 8 luglio 2018 Coliseo Cubierto Julio Monsalvo, Valledupar Durata: ? - Spettatori: ?  | Perù      | 3 - 0 | Uruguay   | 25-15, 25-13, 25-16               |
| 9 luglio 2018 Coliseo Cubierto Julio Monsalvo, Valledupar Durata: ? - Spettatori: ?  | Perù      | 3 - 0 | Bolivia   | 25-15, 25-17, 25-13               |
| 9 luglio 2018 Coliseo Cubierto Julio Monsalvo, Valledupar Durata: ? - Spettatori: ?  | Argentina | 3 - 0 | Uruguay   | 25-15, 25-18, 25-18               |
| 10 luglio 2018 Coliseo Cubierto Julio Monsalvo, Valledupar Durata: ? - Spettatori: ? | Bolivia   | 0 - 3 | Uruguay   | 26-28, 13-25, 19-25               |
| 10 luglio 2018 Coliseo Cubierto Julio Monsalvo, Valledupar Durata: ? - Spettatori: ? | Perù      | 2 - 3 | Argentina | 25-22, 23-25, 21-25, 25-15, 14-16 |

##### Classifica
| Pos | Squadra   | Pt | G | V | P | SV | SP | Ratio | PF  | PS  | Ratio |
| --- | --------- | -- | - | - | - | -- | -- | ----- | --- | --- | ----- |
| 1   | Argentina | 8  | 3 | 3 | 0 | 9  | 2  | 4.500 | 253 | 195 | 1.297 |
| 2   | Perù      | 7  | 3 | 2 | 1 | 8  | 3  | 2.666 | 258 | 192 | 1.343 |
| 3   | Uruguay   | 3  | 3 | 1 | 2 | 3  | 6  | 0.500 | 173 | 208 | 0.831 |
| 4   | Bolivia   | 0  | 3 | 0 | 3 | 0  | 9  | 0.000 | 139 | 228 | 0.609 |

### Fase finale

#### Finali 1º e 3º posto
|  | Semifinali | Semifinali | Semifinali |           |      | Finale 1º/2º posto | Finale 1º/2º posto | Finale 1º/2º posto |  |
|  |            |            |            |           |      |                    |                    |                    |  |
|  | Brasile    | Brasile    | 0          |           |      |                    |                    |                    |  |
|  | Brasile    | Brasile    | 0          |           |      |                    |                    |                    |  |
|  | Perù       | Perù       | 3          |           |      |                    |                    |                    |  |
|  | Perù       | Perù       | 3          |           | Perù | Perù               | 1                  |                    |  |
|  |            |            |            |           | Perù | Perù               | 1                  |                    |  |
|  |            |            | Argentina  | Argentina | 3    |                    |                    |                    |  |
|  | Argentina  | Argentina  | Argentina  | Argentina | 3    | 3                  |                    |                    |  |
|  | Argentina  | Argentina  |            |           |      | 3                  |                    |                    |  |
|  | Colombia   | Colombia   | 0          |           |      | Finale 3º/4º posto | Finale 3º/4º posto | Finale 3º/4º posto |  |
|  | Colombia   | Colombia   | 0          |           |      |                    |                    |                    |  |
|  |            |            |            |           |      |                    |                    |                    |  |
|  |            |            |            |           |      | Brasile            | Brasile            | 3                  |  |
|  |            |            |            |           |      | Brasile            | Brasile            | 3                  |  |
|  |            |            |            |           |      | Colombia           | Colombia           | 0                  |  |

##### Semifinali
| 11 luglio 2018 Coliseo Cubierto Julio Monsalvo, Valledupar Durata: ? - Spettatori: ? | Brasile   | 0 - 3 | Perù     | 9-25, 15-25, 11-25  |
| 11 luglio 2018 Coliseo Cubierto Julio Monsalvo, Valledupar Durata: ? - Spettatori: ? | Argentina | 3 - 0 | Colombia | 25-12, 25-23, 25-20 |

##### Finale 3º posto
| 12 luglio 2018 Coliseo Cubierto Julio Monsalvo, Valledupar Durata: ? - Spettatori: ? | Brasile | 3 - 0 | Colombia | 25-20, 25-12, 25-21 |

##### Finale
| 12 luglio 2018 Coliseo Cubierto Julio Monsalvo, Valledupar Durata: ? - Spettatori: ? | Perù | 1 - 3 | Argentina | 19-25, 25-23, 19-25, 22-25 |

#### Finali 5º e 7º posto
|  | Semifinali | Semifinali | Semifinali |         |      | Finale 5º/6º posto | Finale 5º/6º posto | Finale 5º/6º posto |  |
|  |            |            |            |         |      |                    |                    |                    |  |
|  | Cile       | Cile       | 3          |         |      |                    |                    |                    |  |
|  | Cile       | Cile       | 3          |         |      |                    |                    |                    |  |
|  | Bolivia    | Bolivia    | 0          |         |      |                    |                    |                    |  |
|  | Bolivia    | Bolivia    | 0          |         | Cile | Cile               | 3                  |                    |  |
|  |            |            |            |         | Cile | Cile               | 3                  |                    |  |
|  |            |            | Uruguay    | Uruguay | 1    |                    |                    |                    |  |
|  | Uruguay    | Uruguay    | Uruguay    | Uruguay | 1    | 3                  |                    |                    |  |
|  | Uruguay    | Uruguay    |            |         |      | 3                  |                    |                    |  |
|  | Ecuador    | Ecuador    | 1          |         |      | Finale 7º/8º posto | Finale 7º/8º posto | Finale 7º/8º posto |  |
|  | Ecuador    | Ecuador    | 1          |         |      |                    |                    |                    |  |
|  |            |            |            |         |      |                    |                    |                    |  |
|  |            |            |            |         |      | Bolivia            | Bolivia            | 0                  |  |
|  |            |            |            |         |      | Bolivia            | Bolivia            | 0                  |  |
|  |            |            |            |         |      | Ecuador            | Ecuador            | 3                  |  |

##### Semifinali
| 11 luglio 2018 Coliseo Cubierto Julio Monsalvo, Valledupar Durata: ? - Spettatori: ? | Cile    | 3 - 0 | Bolivia | 25-18, 25-23, 25-18        |
| 11 luglio 2018 Coliseo Cubierto Julio Monsalvo, Valledupar Durata: ? - Spettatori: ? | Uruguay | 3 - 1 | Ecuador | 13-25, 25-23, 25-22, 25-14 |

##### Finale 7º posto
| 12 luglio 2018 Coliseo Cubierto Julio Monsalvo, Valledupar Durata: ? - Spettatori: ? | Bolivia | 0 - 3 | Ecuador | 21-25, 22-25, 21-25 |

##### Finale 5º posto
| 12 luglio 2018 Coliseo Cubierto Julio Monsalvo, Valledupar Durata: ? - Spettatori: ? | Cile | 3 - 1 | Uruguay | 25-18, 25-7, 21-25, 25-9 |

## Classifica finale
| Pos | Squadra   | Qualificazione                    |
| --- | --------- | --------------------------------- |
|     | Argentina | Campionato mondiale under 18 2019 |
|     | Perù      | Campionato mondiale under 18 2019 |
|     | Brasile   | Campionato mondiale under 18 2019 |
| 4   | Colombia  |                                   |
| 5   | Cile      |                                   |
| 6   | Uruguay   |                                   |
| 7   | Ecuador   |                                   |
| 8   | Bolivia   |                                   |

## Premi individuali
| Premio                 | Nome                        | Squadra   |
| ---------------------- | --------------------------- | --------- |
| MVP                    | Bianca Cugno                | Argentina |
| Miglior palleggiatrice | Yadhira Anchante            | Perù      |
| Miglior opposto        | Ana Cristina de Souza       | Brasile   |
| Miglior schiacciatrice | Ana Karina Olaya            | Colombia  |
| Miglior schiacciatrice | Bianca Cugno                | Argentina |
| Miglior centrale       | María Tiziana Puljiz        | Argentina |
| Miglior centrale       | María Fernanda López-Torres | Perù      |
| Miglior libero         | Letícia Moura               | Brasile   |